# Testudinella incisa
Testudinella incisa is een raderdiertjessoort uit de familie Testudinellidae. De wetenschappelijke naam van deze soort is voor het eerst geldig gepubliceerd in 1892 door Ternetz.
Testudinella incisa komt onder andere in India, Frans Guyana en Mexico voor.   